# Taishu Sato
Taishu Sato (en japonés: 佐藤大宗, Sato Taishu; 20 de octubre de 1993) es un deportista japonés que compite en pentatlón moderno. Participó en los Juegos Olímpicos de París 2024, obteniendo una medalla de plata en la prueba individual.

## Palmarés internacional
| Juegos Olímpicos | Juegos Olímpicos | Juegos Olímpicos | Juegos Olímpicos |
| Año              | Lugar            | Medalla          | Competición      |
| ---------------- | ---------------- | ---------------- | ---------------- |
| 2024             | París (Francia)  | Medalla de plata | Individual       |